# ستيفن أ. رود
ستيفن أ. رود هو محامي وسياسي أمريكي، ولد في 11 ديسمبر 1874 في بروكلين في الولايات المتحدة، وتوفي في 31 مارس 1936. نشط حزبياً في الحزب الديمقراطي. وقد انتخب عضو مجلس النواب الأمريكي ‏.